# Енос (шимпанзе)
Енос (на английски: Enos, 1956 – 4 ноември 1962) е шимпанзе, извършило космически полет.
Шимпанзето Енос е купено на 3 април 1960 г. от ферма за редки птици в Маями (Флорида). Енос минава обучение за космически полет в Университета на щата Кентъки и базата на ВВС на САЩ Холман (Holloman). Общата продължителност на тренировките е повече от 1250 часа. Енос минава по-интензивни тренировки, отколкото шимпанзето Хам, който бил първия космически пътешественик-шимпанзе. Енос трябвало да извърши по-дълъг космически полет и да изпита по-силно претоварване. В процеса на обучения Енос се включвал и психомоторен тренинг и полети на самолети.
Енос е избран за космически орбитален полет 3 дни преди старта. На 13 септември 1961 г., 2 месеца преди полета на шимпанзе, НАСА провежда изпитателен полет с кораба „Меркурий Атлас 4“. Този полет е проведен по пълната програма, предвидена за полета на шимпанзето Енос, а в кораба се намира манекен на члена на екипажа. Енос стартира в космоса с кораба „Меркурий Атлас 5“ на 29 ноември 1961 г. Възрастта на Енос към дататат на полета е 63 месеца.
Първата обиколка около Земята корабът извършил за 1 час и 28,5 минути. Планирали се три обиколки, но корабът не излязъл на разчетната орбита, и затова било взето решение да се върне корабът на Земята на втората обиколка. По сведения на очевидци, след приводнението Енос е качен на спасителния кораб, където той скачал и бягал от радост по палубата. Полетът на Енос е репетиция на първия орбитален полет на американски астронавт, който се провел на 20 февруари 1962 г. от Джон Глен.
На 4 ноември 1962 г. Енос умира от дизентерия, предизвикана от вирус, който бил устойчив към антибиотици по това време. Енос е под постоянно наблюдение в продължение на два месеца преди смъртта си. Патолозите казват, че не са намерили никакви признаци на смъртта, които биха могли да са свързани с неговия космически полет 1 година преди заболяването.